# Парламентские выборы в Норвегии (1894)
Парламентские выборы в Норвегии проходили с 11 августа по 23 ноября 1894 года. В результате победу одержала Либеральная партия, получившая 59 из 114 мест Стортинга.

## Ход выборов
Выборы проходили с 11 августа по 23 ноября 1894 года. На 429 выборах в сельской местности было выдвинуто 1610 выборщиков. На 39 выборах в городах был выдвинут 921 выборщик. Выборные собрания проходили в период с 27 августа по 28 ноября 1894 года. Выборы в Сигдале, Эйкере и Ставангере были отклонены. Новые выборы прошли в Ставангере 1 марта 1895 года и в двух приходах Бускеруд 11 марта 1895 года.

## Результаты
| Партия                                | Партия                                | Голоса  | %    | Места | +/-   |
| ------------------------------------- | ------------------------------------- | ------- | ---- | ----- | ----- |
|                                       | Либеральная партия                    | 83 165  | 50,4 | 59    | -4    |
|                                       | Консервативная партия                 | 81 462  | 49,3 | 40    | +5    |
|                                       | Умеренная либеральная партия          | 81 462  | 49,3 | 15    | -1    |
|                                       | Рабочая партия                        | 520     | 0,3  | 0     | новая |
| Недействительных/пустых бюллетеней    | Недействительных/пустых бюллетеней    | 852     | -    | -     | -     |
| Всего                                 | Всего                                 | 165 999 | 100  | 114   | 0     |
| Зарегистрированных избирателей / Явка | Зарегистрированных избирателей / Явка | 184 124 | 90,2 | -     | -     |
| Источники: Nohlen & Stöver            |                                       |         |      |       |       |